# Ngũ hành

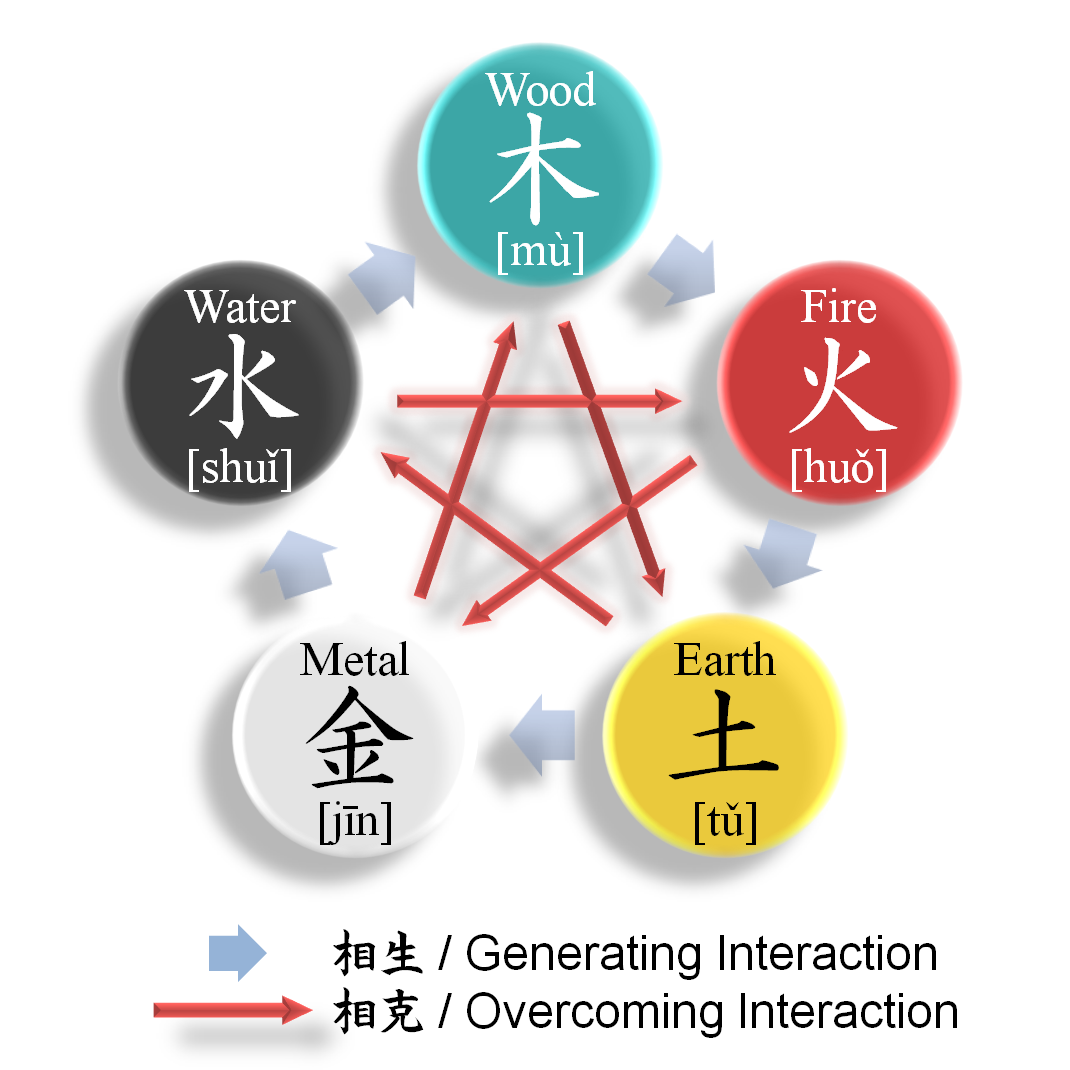
Sơ đồ tương tác giữa các nguyên tố. Chu kỳ "tương sinh" được minh họa bằng các mũi tên màu xám chạy theo chiều kim đồng hồ bên ngoài vòng tròn, trong khi chu kỳ "tương khắc" được thể hiện bằng các mũi tên màu đỏ bên trong vòng tròn.

Trong triết học cổ Trung Hoa, Ngũ hành (tiếng Trung: 五行; bính âm: wǔxíng) là một sơ đồ khái niệm gồm năm nguyên tố được sử dụng trong nhiều lĩnh vực nghiên cứu truyền thống của Trung Quốc để giải thích một loạt các hiện tượng, bao gồm cả các chu kỳ vũ trụ, sự tương tác giữa các cơ quan nội tạng, sự kế thừa của các chế độ chính trị và tính chất của thuốc thảo dược.
Năm nguyên tố cơ bản và luôn trải qua năm trạng thái là Hỏa (火), Thủy (水), Mộc (木), Kim (金), Thổ (土). Ngũ hành không chỉ vật chất mà là cách quy ước để xét mối tương tác và quan hệ của vạn vật trong mối tương quan hài hòa, thống nhất.

## Chu kỳ

### Thúc đẩy lẫn nhau
Chu kỳ sinh sản (相生 xiāngshēng) là:
- Mộc nuôi Hỏa
- Hỏa sinh ra Thổ (tro, dung nham)
- Thổ sinh ra Kim (các quá trình địa chất sinh ra khoáng chất)
- Kim loại thu thập Thủy (ví dụ, hơi nước ngưng tụ trên kim loại)
- Thủy nuôi dưỡng Mộc (Hoa nước, thực vật và các thay đổi khác trong rừng)

### Điều tiết lẫn nhau
Chu kỳ phá hoại (相克 xiāngkè) là:
- Mộc nắm giữ (hoặc ổn định) Thổ (rễ cây có thể ngăn chặn xói mòn đất)
- Thổ chứa (hoặc chỉ đạo) Thủy (đập hoặc bờ sông)
- Thủy làm ẩm (hoặc điều chỉnh) Hỏa
- Hỏa làm tan chảy (hoặc tinh chế hoặc định hình) Kim
- Kim loại cắt (hoặc khắc) Mộc